# Омлет
Омлет (на френски: omelette) е френско ястие, приготвено от яйца, разбити с подсолено мляко (може и с вода), и изпържени в тиган.
Класическият френски омлет се приготвя чрез енергично разбъркване на яйцата в тиган на висока температура. Подправя се най-често със сол и черен пипер или фини подправки (фин ерб). Повърхността на готовия омлет трябва да е ярко жълта, а консистенцията отвътре леко течна.
В омлета може да се добавят зеленчуци и различни млечни продукти, месо и колбаси, като най-популярни са: сирене, нарязана шунка (или друг колбас), гъби, лук, магданоз, кашкавал и др., нещо което зависи от самия готвач.
В различните национални кухни има свои разновидности на омлета: испанската тортиля, италианската фритата, японската ому-райсу и ому-соба, с ориз и морски дарове.
Омлетът става популярно ястие по света, поради лесното и бързо приготвяне, както и поради своето хранително съдържание и вкусови качества.